# Sayn-Wittgenstein-Berleburg
Sayn-Wittgenstein-Berleburg fou un comtat del Sacre Imperi Romanogermànic (Grafschaft) inclòs en gran part al modern districte de Siegen-Wittgenstein, Alemanya (a l'estat de Renània del Nord-Westfàlia). La capital fou Berleburg (moderna Bad Berleburg). Sayn-Wittgenstein-Berleburg va sorgir per partició de Sayn-Wittgenstein; la part sud més desenvolupada va formar el comtat de Sayn-Wittgenstein-Wittgenstein amb seu a Laaspe (moderna Bad Laasphe). Wittgenstein-Berleburg fou elevat de comtat a comtat principat de l'imperi el 1792, però fou mediatitzat dins el Gran Ducat de Hessen el 1806. Després del Congrés de Viena de 1815 fou annexionat a Prússia.

## Comtes de Sayn-Wittgenstein-Berleburg (1607–1792)
Burkardt i Lückel donen aquesta llista
- Jordi V (1565-1631, comte 1607–1631)
- Lluís Casimir (1598-1643, comte 1631–1643)
- Jordi Guillem (1636-1684, comte 1643–1684)
- Lluís Francesc (1660-1694, comte 1684–1694)
- Casimir (1687-1741, comte 1694–1741)
- Lluís Ferran (1712-1773, comte 1741–1773)
- Cristià Enric (1753-1800, comte 1773–1792)

## Comtes de Sayn-Wittgenstein-Berleburg prínceps del Sacre Imperi (1792–1806) i prínceps a Hessen i a Prússia
- Cristià Enric (1753-1800, príncep Fürst 1792–1800)
- Albert I (1777-1851,príncep 1800–1806)
- Albert II (1834-1904)
- Ricard (1882-1925)
- Gustau Albert (1907-1944)
- Ricard II de Sayn-Wittgenstein-Berleburg (1934-); l'hereu és el príncep hereditari Gustau de Sayn-Wittgenstein-Berleburg.